# Zelotes surekhae
Zelotes surekhae este o specie de păianjeni din genul Zelotes, familia Gnaphosidae, descrisă de Benoy Krishna Tikader și Gajbe, 1976. Conform Catalogue of Life specia Zelotes surekhae nu are subspecii cunoscute.